# Чайные гонки

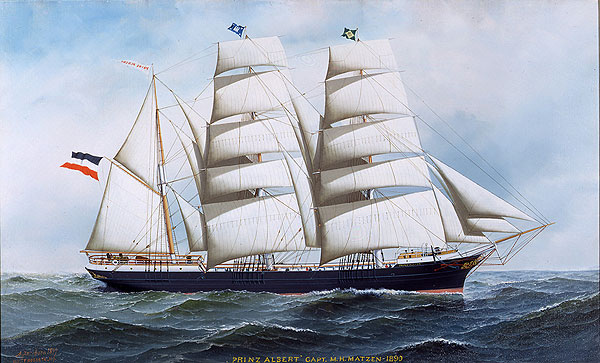
Клипер «Принц Альберт»

Ча́йные го́нки — гонки кли́перов с грузом чая по торговому пути из Китая в Англию и с грузом опиума из Англии в Китай.

## История
Основным товаром, сулившим купцам немалые прибыли, был китайский чай. Перевозимый на старых судах, он иногда находился в пути по 12 месяцев, отсыревая и пропитываясь запахами трюма, плесневея и протухая, из-за чего он терял в качестве и его цена падала.
В 1834 году Ост-Индская компания потеряла монополию на торговлю с Китаем. В 1849 году было отменено действие кромвелевского Навигационного акта. И в том же году в первом же рейсе в Гонконг американский клипер «Ориентал» на обратный путь затратил 81 день. В следующем году — 80 дней. После этого английские купцы зафрахтовали его на перевозку чая в Лондон. В 1850 году на выполнение этого перехода клипер затратил 97 суток. На верфи в Блэкуолле с него сняли мерку (пример промышленного шпионажа). 
Уже в следующем году с шотландской судостроительной верфи Худа в Абердине (Великобритания, Шотландия), вдогонку американцам сошли клиперы: «Сторнэуэй»  и «Кризелайт». В 1852 году с верфи Грина в Блэкуолле сошёл клипер «Челленджер», построенный по чертежам, разработанным на базе мерок с «Ориентала».
«Гончие псы океана» — такое прозвище на Британских островах получили клипера́, которые доставляли грузы из Китая за три-четыре месяца. 
Количественно американский кли́перный флот ещё долгое время превосходил английский и в течение ещё нескольких лет на долю американских судов доставалась большая прибыль (англичанам приходилось фрахтовать американские суда).
В 1856 году началась война с Китаем.
С 1860 года англичане не фрахтовали американские кли́перы. Клипер «Флайинг Клауд» был последним американским судном, доставившим чай в Лондон. Начиная с 1859 года, когда из китайских портов вышло одновременно 11 клиперов, чайные гонки стали проводиться регулярно. 
Самая яркая из них прошла в 1866 году. Между 26 и 28 мая 1866 года с рейда города Фучжоу (Китай) стартовали 16 клиперов. После длинного пути, 5 сентября клиперы: «Тайпинг» и «Ариэль» с разницей в 10 мин в устье реки Темзы приняли на борт лоцманов. По этому поводу была большая шумиха в прессе, и владельцы «Тайпинга», получив премию, разделили её с владельцами «Ариэля». А капитан «Тайпинга» - свою личную премию разделил с капитаном «Ариэля».

### Неполный перечень участников гонки[3]
| Название судна    | 1859 | 1861 | 1866 | 1867 | 1868 | 1869 | 1870 | 1871 | 1872 |
| ----------------- | ---- | ---- | ---- | ---- | ---- | ---- | ---- | ---- | ---- |
| Ариэль            |      |      | 2    |      | 1    | x    |      | x    | lost |
| Блэк Принс        |      |      | x    | x    |      |      |      |      |      |
| Зайба             | x    |      |      | x    |      |      |      |      |      |
| Катти Сарк        |      |      |      |      |      |      | x    | 3    | last |
| Леандр            |      |      |      |      |      | x    | 3    |      |      |
| Лейлу             |      |      |      |      | x    | x    | 1    |      |      |
| Серика            |      |      | 3    | x    | x    | x    | x    |      |      |
| Спиндрифт         |      |      |      |      | 2    | x    |      |      |      |
| Сэр Ланселот      |      |      |      | x    | 3    | 1    |      |      | x    |
| Тайпинг           |      |      | 1    |      | x    | x    | x    | x    |      |
| Тайцин            |      |      | x    | x    |      |      | last |      | 2    |
| Титания           |      |      |      |      | x    | 3    | x    | 1    | x    |
| Файери Кросс      | x    | 1    | x    |      |      |      |      |      |      |
| Фермопилы         |      |      |      |      |      | 2    | x    | 2    | 3    |
| Фолкен            |      | x    | x    |      |      | x    | x    |      | 1    |
| Форуорд Хо        |      |      |      |      |      |      | x    | last |      |
| Флайинг Спур      |      | x    | x    |      |      |      |      |      |      |
| Чайнамен          |      |      | x    | x    |      |      |      |      |      |
| Челленджер        |      |      |      |      | last | last |      |      |      |
| Эллен Роджер      | x    | x    |      |      |      |      |      |      |      |
| Янцзы             |      |      | x    | x    | x    |      |      |      |      |
| Всего участвовало | 5    | 5    | 16   | 17   | 12   | 14   | 14   | 8    | 8    |

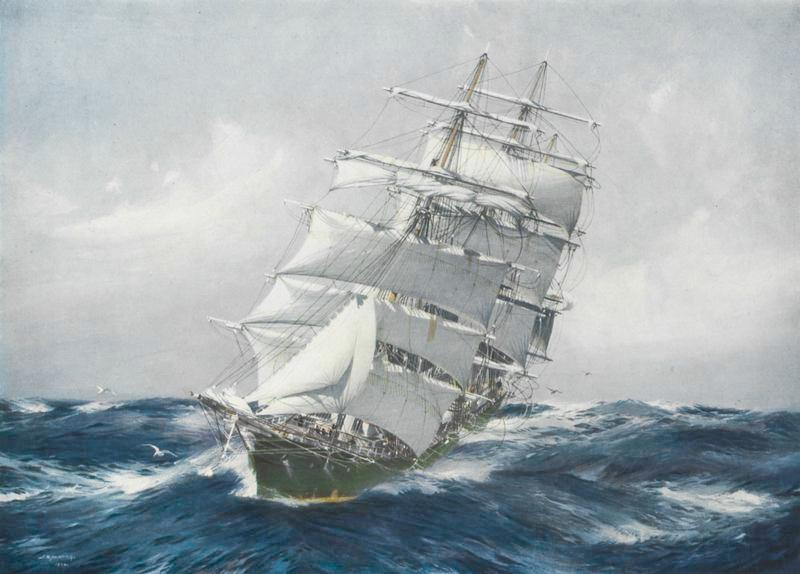
Фермопилы, чайный клипер, построенный в 1868 году

Клипер отсутствует в таблице, если участвовал менее чем двух гонках 

x — участвовал

«n» — место 

lost — «Ариэль» во время очередной «чайной гонки» пропал без вести (погиб), и о его судьбе, как и о судьбе экипажа, до сих пор ничего не известно.
«Катти Сарк» — единственный (случайно) сохранившийся до настоящего времени чайный трехмачтовый композитный клипер, и поэтому самый известный в мире представитель великолепной плеяды парусных клиперов — «Гончих Псов Океана». По пропорциям, конструкции и размерам корабль близок к непревзойденному гонщику — клиперу «Фермопилы». Клипер «Катти Сарк» (регистровая вместимость 921 рег/т, L/B = 5,9) построили в 1869 году на шотландской верфи «Линтон энд Скотт» по специальному заказу судовладельца Джона Уиллиса, для участия в чайных гонках. Длина этого трехмачтового судна с 29 основными парусами составляла 64,8 м, ширина 11,0 м, осадка 6,4 метра. «Катти Сарк» принадлежит рекорд пройденного пути за сутки — 363 мили, средняя скорость судна (по некоторым данным 17,5 узлов).

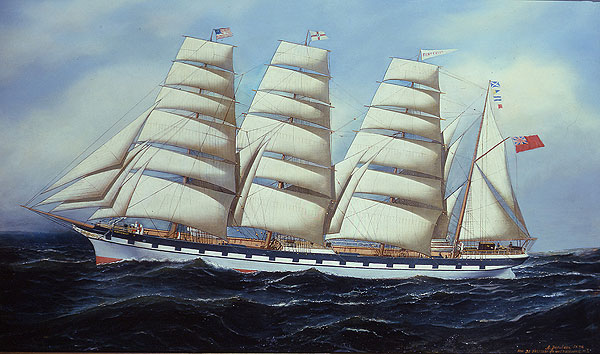
Клипер «Forteviot»

С 1870 года «Катти Сарк» эксплуатировался на «чайной» линии, но показанные результаты оценивались как средние. Наивысшим достижением клипера стало третье место в гонке 1871 года, когда «Катти Сарк» пропустил вперед только легендарных «гончих» — «Титанию» и «Фермопилы».

### Закат
В 1860 году пароход «Скотленд» совершил первый рейс из Шанхая в Ханькоу.

В 1863 году пароход «Роберт Лоу» доставил из Ханькоу в Лондон груз, большей частью которого был чай.

Вероятно, в 1867 году клипер «Агамемнон» преодолел путь из Ливерпуля до Шанхая за 80 суток, а обратно — за 86 суток. В этом же году к нему присоединились клипера «Аякс» и «Ахилл» («Оушн Стим Компани»).

В 1869 году был открыт Суэцкий канал, и для пароходов путь значительно сократился. В 1887 году путь из Бомбея в Лондон на пароходе занимал 16,5 сут, из Мельбурна — 35 сут. Они стали приходить первыми, возить лучшие грузы, получать бо́льшую прибыль. Большим парусникам пришлось уйти на другие маршруты.